# Чилійська іспанська

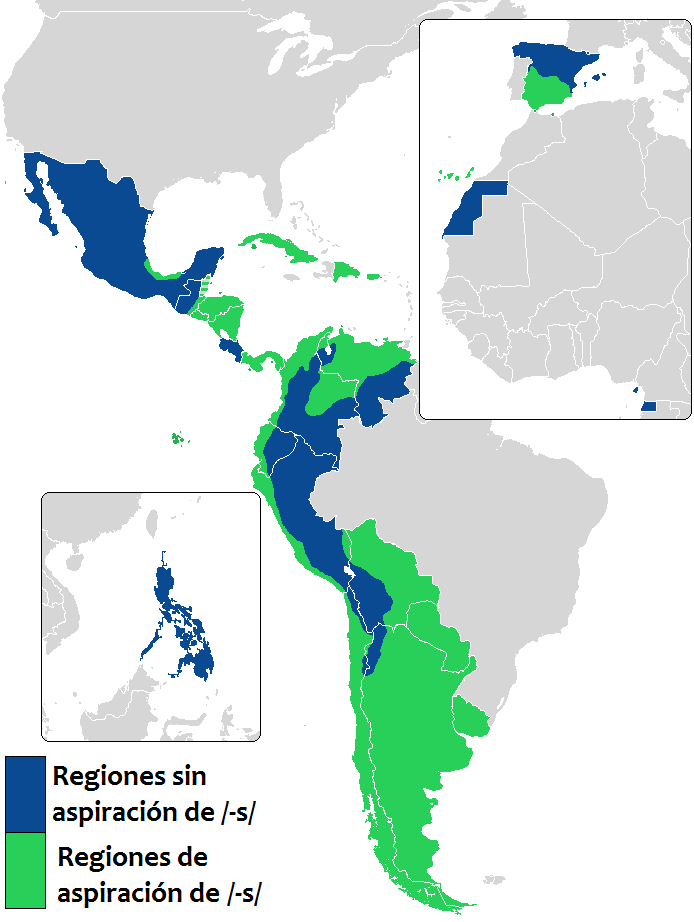
В іспаномовній Америці Чилі виділяється сильною аспірацією та випаданням кінцевої -s

Чилійська іспанська (ісп. Español chileno) — національний варіант іспанської мови в Чилі, що відображає норми центральної говірки Сантьяго. При цьому в деяких окраїнних регіонах країни зберігаються і відмінні від національної норми діалекти (андська іспанська на крайній півночі і чилотський діалект на крайньому півдні). Норми чилійського іспанського зазвичай використовують близько 17 мільйонів жителів республіки, і навіть близько 1 мільйона осіб чилійської діаспори.
Чилійська іспанська відрізняється аспірацією та/або випаданням кінцевої -s (дебуккалізація), випаданням інтервокальної та кінцевої -d, наявністю йєїзму; своєрідністю інтонаційного малюнка та дієслівної парадигми, в якій переважає вербальне восео при збереженні tú як підмета. Збереження tú відбулося багато в чому завдяки діяльності Андреса Бельо (колишній ректор Чилійського університету), який оголосив восео війну.

## Чилійське восео
| Тип | −ar     | −er  | −ir |
| --- | ------- | ---- | --- |
| Восео I типу (Класичне або етимологічне осео) | −áis    | −éis | −ís |
| Восео II типу (Усічене; чилійське без-s) | −ái(s)* | −ís  | −ís |
| Восео III типу (Класичне аргентинське осео, повністю усічене)                                                                                    | −ás     | −és  | −ís |
| Восео IV типу (Змішане, перехідне, компромісне, виключно прономінальне)                                                                          | −ás     | −és  | −és |
| * У Чилі кінцеві «s» в кінці -ais повністю втрачені в мові носіїв. В результаті, фактична реалізація набуває форм «pensái», «querái», тощо. буд. |         |      |     |